# Mayke
Mayke Rocha de Oliveira (ur. 10 listopada 1992 w Carangoli) – brazylijski piłkarz występujący na pozycji prawego obrońcy lub prawego pomocnika, od 2017 roku zawodnik Palmeiras.